# Тавтологічні скорочення
Тавтологічні скорочення — словосполучення, у яких одне із слів дублює те ж саме або синонімічне слово, вже позначене в абревіатурі, і таким чином утворює тавтологію, наприклад: DVD-диск, вірус ВІЛ, ПІН-номер, мова HTML, IP-протокол тощо.
В англійській мові для таких словосполучень запропоновано термін «RAS syndrome» (Redundant Acronym Syndrome syndrome), який сам теж є тавтологічним скороченням.
Вживання тавтологічних скорочень може бути виправданим тоді, коли вони допомагають швидше і чіткіше зрозуміти висловлювання, уникнути двозначностей. Наприклад, словосполучення «DVD-диск» позначає саме диск, а не програвач DVD і не формат DVD; «вірус ВІЛ» відрізняє термін від омонімів, а «мова HTML» додає до невідмінюваної іншомовної абревіатури ознаки граматичного роду і відмінку, допомагаючи узгодити її з іншими членами речення.